# (2865) Лорел
(2865) Лорел (англ. Laurel) — астероид главного пояса, который был открыт 31 июля 1935 года астрономом из ЮАР Сирилом Джексоном в Республиканской обсерватории Йоханнесбурга и назван в честь американского комедийного актёра Стэна Лорела, ставшего известным благодаря комическому дуэту Лорел и Харди, в котором он выступал более 30 лет.

Орбита астероида Лорел и его положение в Солнечной системе
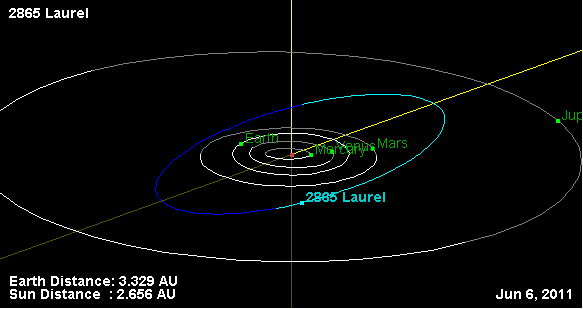
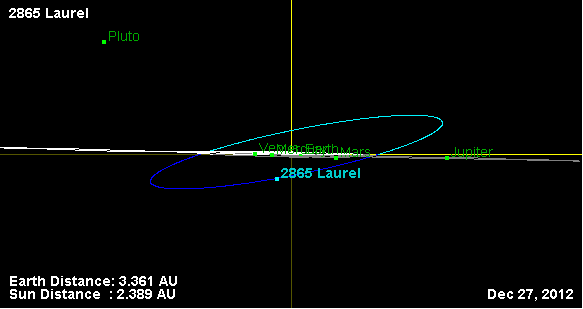